# Galium glaucum
Galium glaucum es una especie de planta herbácea perteneciente a la familia de las rubiáceas.Se encuentra en Europa. Su área de distribución se extiende desde España hasta Ucrania.

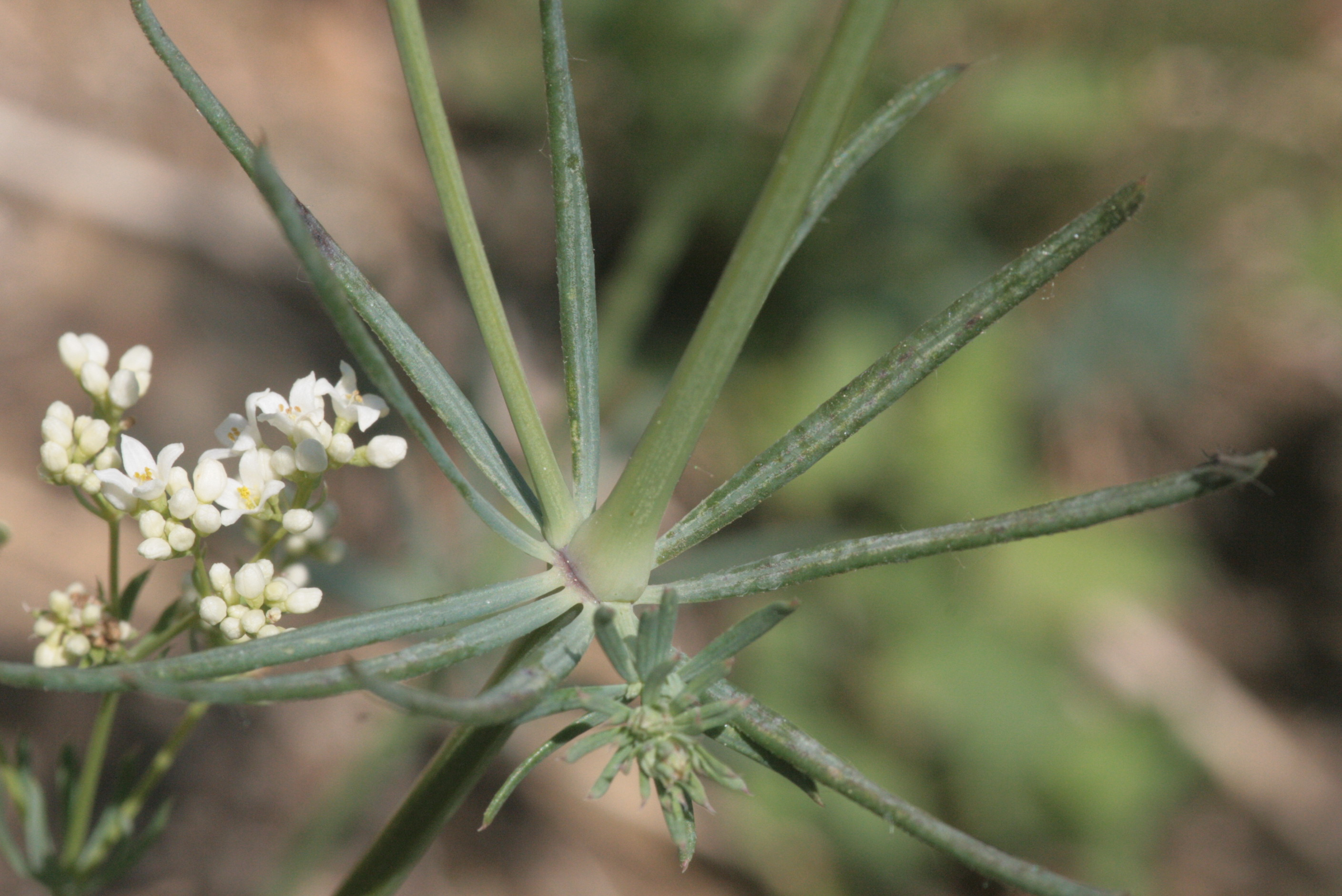
Detalle de las hojas

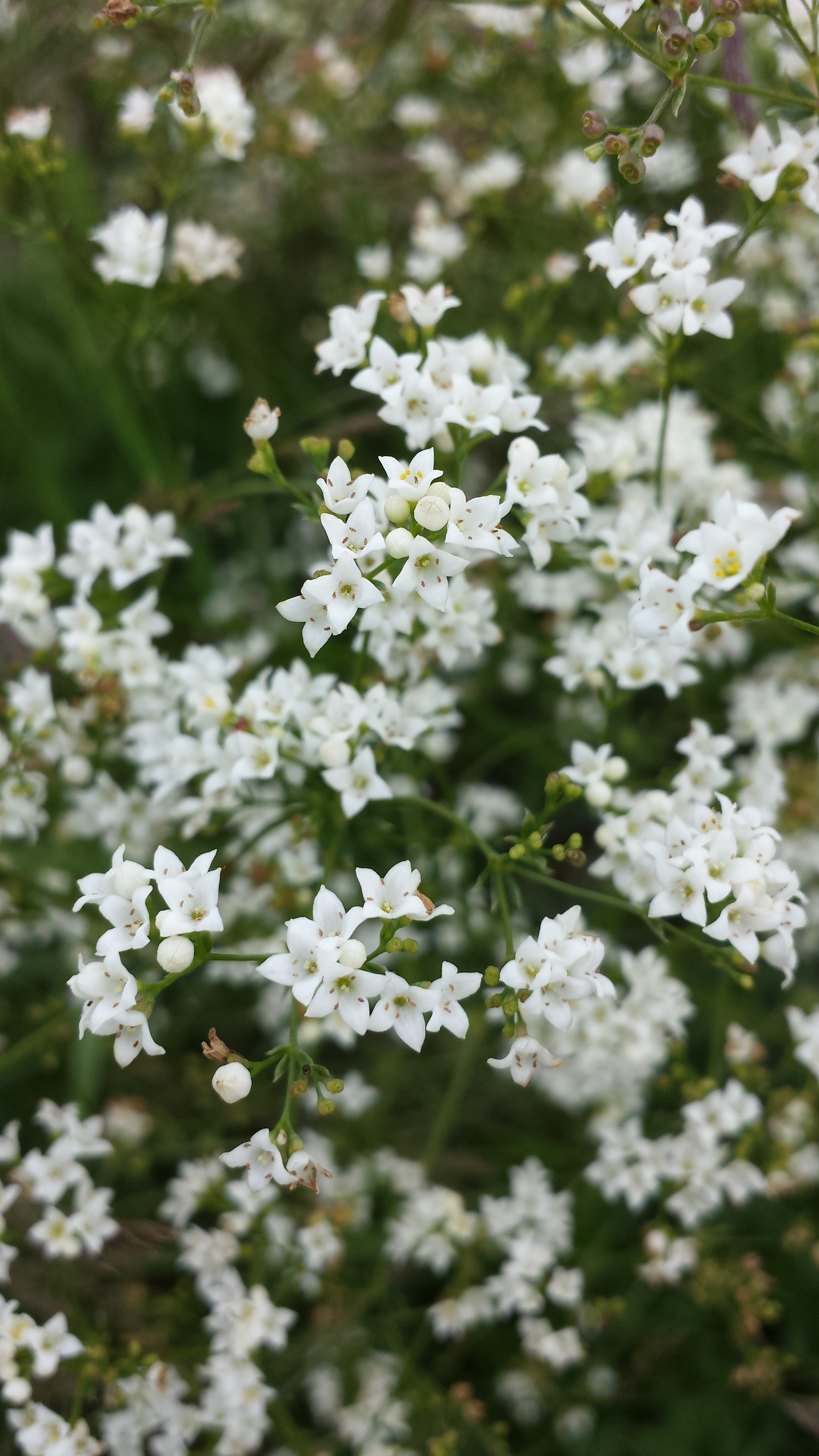
Inflorescencia

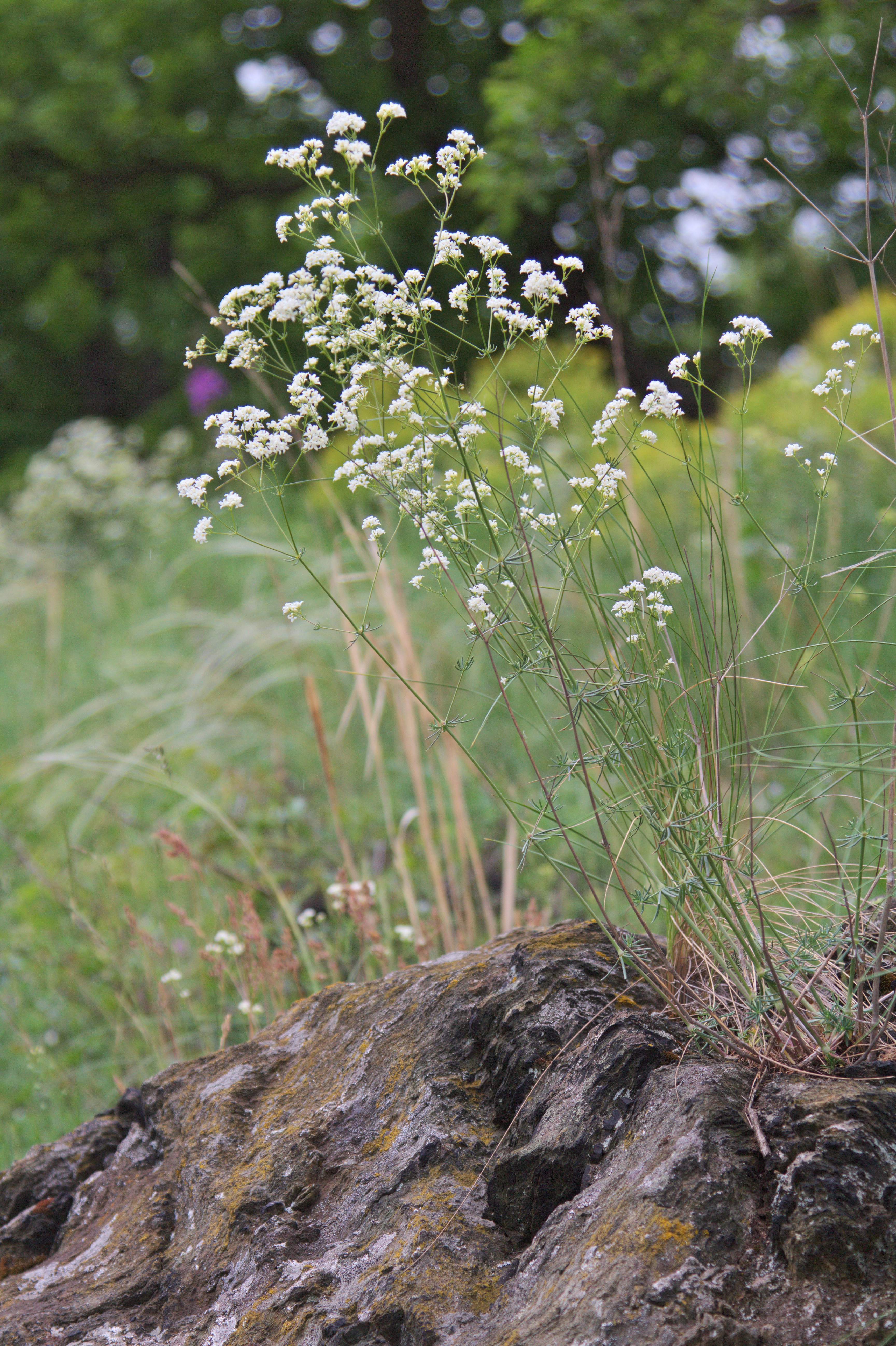
En su hábitat

## Descripción
Es una planta perenne, hierba que alcanza un tamaño de 20 a 80 cm. El tallo crece erecto, poco ramificado,  a veces, con unos pocos pelos. Las hojas se encuentram de ocho a diez juntas en una espiral. Las láminas de las hojas son simples, lineales. La superficie de la hoja es de color verde oscuro y el envés de  color verde azulado. Las flores son azules y verdes y se producen principalmente durante mayo a julio, a veces, en septiembre. La fruta lisa tiene una longitud de 2 a 2,5 mm.

## Taxonomía
Galium glaucum fue descrita por Carlos Linneo y publicado en Species Plantarum 107, en el año 1753.
Etimología
Galium: nombre genérico que deriva de la palabra griega gala que significa  "leche",  en alusión al hecho de que algunas especies fueron utilizadas para cuajar la leche.
glaucum: epíteto latíno que significa "glauca, de color verde azulado".
Citología
Número de cromosomas de Galium glaucum (Fam. Rubiaceae) y táxones infraespecíficos: 2n=22.
Subespecies aceptadas
- Galium glaucum subsp. australe Franco
- Galium glaucum subsp. glaucum
- Galium glaucum subsp. murcicum (Boiss. & Reut.) O.Bolòs & Vigo

Sinonimia
- Asperula galioides var. glauca (L.) Nyman
- Asperula glauca (L.) Besser[5]

subsp. australe Franco
- Galium decumanum Krendl[6]
- Galium teres Merino

subsp. glaucum
- Asperula campanulata (Vill.) Klokov
- Asperula galioidea St.-Lag.
- Asperula galioides var. hirsuta Wallr.
- Asperula galioides var. strictissima (Schur) Nyman
- Asperula strictissima Schur
- Galium alpinum Scheele
- Galium campanulatum Vill.
- Galium glaucum subsp. hirsutum (Wallr.) Holub
- Galium glaucum var. hirsutum (Wallr.) Soó
- Galium grandiflorum Clairv.
- Galium halleri Suter
- Galium montanum Pollich[7]

subsp. murcicum (Boiss. & Reut.) O.Bolòs & Vigo
- Asperula galioides Bourg. ex Willk. & Lange
- Galium murcicum Boiss. & Reut.[8]